# Comuna Illinețke, Illinți
Illinețke (în ucraineană Іллінецьке) este o comună în raionul Illinți, regiunea Vinnița, Ucraina, formată din satele Illinețke (reședința) și Romanovo-Hutir.

## Demografie
Componența lingvistică a satului Illinețke
     Ucraineană (97,52%)
     Rusă (1,96%)
     Alte limbi (0,35%)
Conform recensământului din 2001, majoritatea populației satului Illinețke era vorbitoare de ucraineană (97,52%), existând în minoritate și vorbitori de rusă (1,96%).